# Anthurium tenerum
Anthurium tenerum är en kallaväxtart som beskrevs av Adolf Engler. Anthurium tenerum ingår i släktet Anthurium och familjen kallaväxter. Inga underarter finns listade.